# کارولین بلیس
کارولین بلیس (انگلیسی: Caroline Bliss؛ زادهٔ ۱۲ ژوئیهٔ ۱۹۶۱) هنرپیشه، بازیگر تئاتر، و بازیگر سینما اهل انگلستان است.
از فیلم‌ها یا برنامه‌های تلویزیونی که وی در آن نقش داشته‌است می‌توان به روزهای روشن زندگی، جواز قتل، و پاپ ژان پل دوم اشاره کرد.